# Christian Zinsser
Christian Zinsser (26 de diciembre de 1907 - 12 de marzo de 1993) fue un abogado y diplomático alemán durante el periodo del Tercer Reich y la República Federal Alemana. Conocido por ser el cónsul de Alemania en Honduras y haberse desempeñado en el consulado alemán de Manchukuo.  

## Biografía

### Primeros años
Zinsser nació en el municipio de Bärenstein de Sajonia, durante la época del imperio alemán. Tuvo una niñez acomodada, es sabido que su padre fue un pastor aunque se sabe muy poco de su madre. Al cumplir los 20 años, estudió derecho y se incorporó al NSDAP, viéndose muy interesado en el nacionalsocialismo el 15 de agosto de 1927 y en 1930 se convirtió en asesor de la administración de la corte sajona. A partir de 1932, Zinsser se registró con residencias en Leipzig y Dresde. El 20 de junio de 1932, se reincorporó a las organizaciones nacionalsocialistas; ya que para la primavera de 1932 había sido liberado del servicio en la administración de la corte sajona para representar a las juventudes Hitlerianas en Roma en el Gruppi Universitaria Fascist. En 1935, Zinsser aprobó el segundo examen estatal de derecho. Ya para el 1 de abril de 1936 se convirtió en agregado en el Ministerio de Relaciones Exteriores, aprobó el examen consular diplomático en 1937 y trabajó en asignaciones en el extranjero.

### Llegada a Honduras
Zinsser estuvo acreditado en la embajada del Reich alemán en Varsovia una vez que Alemania y la Unión Soviética se repartieran Polonia tras los acuerdos del pacto Molotov Ribbentrop. Su estadía sería corta, ya que para inicios de diciembre de 1939 sería trasladado al continente americano. El 19 de diciembre de 1939, tras el hundimiento del almirante Graf Spee, Zinsser ya se encontraba en Montevideo cuando se reporta que el enviado Hans Langsdorff se había quitado la vida utilizando un arma de fuego. Entonces, Zinsser fue nombrado enviado extraordinario y ministro plenipotenciario del Reich alemán en Centroamérica. A partir de entonces, a inicios de 1941 se estableció en la ciudad de Tegucigalpa como cónsul de la Alemania Nazi en Honduras durante el régimen del generalTiburcio Carias Andino. En su estadía en el país, otro alemán enviado en Centroamérica, Roberto Motznach, se suicidó tras una discusión con Zinsser lo cual despertó ciertas intrigas hacia su persona. Su encargado de negocios en San Salvador, Richard von Heynitz, había desaparecido dos días cuando la policía lo encontró muerto tras recibir disparos en una carretera solitaria, una vez fue reportado esto, se generó más desconfianza hacia su persona por parte del gobierno de Honduras y los países vecinos. Durante su estadía en Tegucigalpa, Zinsser protesto contra una película antinazi exhibida en uno de los cines capitalinos, además de que mostró indignación hacia los artículos antinazis que se publicaron en el periódico La Época del gobierno del general Carías Andino. 
El 22 de marzo de 1941, Jorge Ubico Castañeda ya había declarado a Zinsser persona non grata. El dictador Carías Andino terminó por decidir expulsar del país al diplomático gracias a informes venidos de Gran Bretaña y por considerarlo «quinta columna a nivel de Centroamérica con nexos con la Gestapo alemana». También se había informado al  gobierno Hondureño que el Diplomático era «el más peligroso e inteligente de los agentes nazis en toda la América Latina actualmente». También se había informado de que era él quien daba instrucciones directas al embajador alemán en Guatemala, además que contaba con un pasado ominoso en Varsovia, antes de la caída de Polonia, y con algunas jugadas secretas en Argentina, Chile y Panamá. Una vez Zinsser fue expulsado del país, este decide viajar a Tampico, México, donde tomaría un vuelo a Japón.

### Estadía y captura en Asia
Una vez llegado a Japón, en el consulado alemán en Tokio, Zinsser fue designado a ser trasladado a Shanghái, China el 16 de abril de 1941, desde donde el agregado Franz Ferring ocupada el cargo, este viajó a Los Ángeles a través del barco de vapor japonés Asama Maru en mayo de 1941 para hacerse cargo del puesto de Zinsser. El diplomático llegó a Shanghái el 2 de junio de 1941, que para ese entonces la ciudad estaba en manos de los Japoneses. Fue miembro el recién inaugurado Consulado General del Reich en el Gobierno nacionalista de Nankín, representó a Martin Fischer como jefe cuando este último era mientras tanto el embajador en funciones.
El 1 de septiembre de 1945, Zinsser fue arrestado por el Ejército Rojo en la provincia de Changchun en Manchukuo después de la Operación Tormenta de Agosto, tiempo antes de la rendición de Japón y final de la Segunda Guerra Mundial. En su estadía en la Unión Soviética, junto a otros prisioneros de guerra de origen alemán y japonés, Zinsser fue juzgado por las autoridades debido a su simpatía por el nacionalsocialismo y su colaboración y actividad en el Gobierno Nacionalista de Nankín y Manchukuo los cuales eran estados títeres de Japón, después de esto fue sentenciado a 25 años de trabajo en el Gulag el 28 de octubre de 1945. El 1 de agosto de 1953, casi al cumplir ocho años como prisionero, Zinsser fue trasladado al Campo 10, donde permanecería otros dos años más.

### Vida posterior
Con el regreso de unos diez mil prisioneros de guerra alemanes, Zinsser logró regresar a Alemania Occidental el 15 de diciembre de 1955. En 1957, Zinsser fue aceptado en el Servicio Exterior de la República Federal de Alemania como consejero legionario de segunda clase. Aquí alcanzó el grado de cónsul general. Trabajó en la Sección de Oriente Medio del Departamento de Oriente y luego fue enviado a Portugal como Consejero en Teherán. En 1969 fue nombrado cónsul general en Porto Alegre y se retiró en 1972. Murió en 1993 en Múnich a los 86 años. 